# Jorge Nieves
Jorge Luis Nieves Parra (23 maggio 1952) è un arbitro di calcio uruguaiano.
Ha arbitrato durante il campionato del mondo Under-20 1993, la Copa América 1993 e la Copa América 1997, nonché svariate gare di Coppa Libertadores e due edizioni della Recopa Sudamericana, 1993 e 1997.